# Pellegrue
 Pellegrue  es una población y comuna francesa, en la región de Aquitania, departamento de Gironda, en el distrito de Langon y cantón de Pellegrue.
Forma parte del Camino de Santiago (Via Lemovicensis).

## Demografía
| 1438 | 1343 | 1144 | 1065 | 1046 | 979 |
| Para los censos de 1962 a 1999 la población legal corresponde a la población sin duplicidades (Fuente: INSEE [Consultar]) |      |      |      |      |     |